# みーちゃったみーちゃった
『みーちゃったみーちゃった』（原題: Tom's Photo Finish 1957年11月1日）は、アメリカ合衆国の映画会社メトロ・ゴールドウィン・メイヤー社に所属していたアニメーターウィリアム・ハンナとジョセフ・バーベラによる『トムとジェリー』の一篇。

## スタッフ
- 製作・監督 - ウィリアム・ハンナ、ジョセフ・バーベラ
- 作画 - ケネス・ミューズ、ルイス・マーシャル、ケン・サウスワース、ビル・シーペック、ジャック・カー、ハーマン・コーエン
- レイアウト - ディック・ビッケンバック
- 背景 - ロバート・ジェントル
- 音楽 - スコット・ブラッドリー

## あらすじ
トムは冷蔵庫の中の七面鳥の丸焼きをつまみ食いしていたが、飼い主の気配を察知し冷蔵庫の裏に隠れる。飼い主はそのつまみ食いの痕跡を見つけ、「トムかスパイクの仕業だろう、ひっくり返してでも探し出してやる!」と怒り心頭の様子。怯えたトムは咄嗟にボールとインクで偽装した犬の足跡を冷蔵庫周辺からスパイク本人の元まで巡らせ、スパイクに罪を被せる。スパイクは蹴飛ばされ、家から追い出される。トムはまんまと七面鳥を手に入れた。
ところが、トムが足跡を偽装した瞬間を上手く写真で捉えていたジェリーは、それを家の主人に見せようとする。家の主人に写真が見られてしまえばスパイクに濡れ衣を着せた努力がパーになるばかりか、今度は自分が家から追放されてしまう。窮地に立たされたトムは、あの手この手を使って必死にジェリーの計画を阻止しようとする。
だがその写真はかなりの枚数焼かれており、トムがいくら破り捨てても彼の行く先々には常にその写真が貼られている。かくしていたちごっこを繰り返すトムとジェリーだったが、ついに主人に写真を見られ、家から追い出されてしまう。こうしてスパイクの疑いが晴れ、改めてスパイクを迎え入れて疑ったことを詫びる主人。そしてスパイクは、ジェリーからトムが蹴飛ばされた瞬間の写真を渡され、その写真を眺めて二人で大笑いするのだった。

## 登場キャラクター
トム
七面鳥をつまみ食いし、その濡れ衣をスパイクに着せるが、その様子をジェリーに写真を取られてしまう。なんとか誤魔化そうとするが、主人に見つかってしまい結局追い出されてしまう。
ジェリー
トムが罪を着せた写真を主人に見せてトムを追い出し、スパイクの疑いを晴らすことに成功。そして、スパイクにトムが追い出された時の写真を見せて二人で大笑いした。
スパイク
トムに濡れ衣を着せられるが、ジェリーによって疑いが晴れる。そして、ジェリーからトムが追い出された時の写真を見て二人で大笑いする。
主人
トムに濡れ衣を着せられたスパイクを追い出すが、ジェリーによってトムの仕業とわかり、スパイクの誤解の件を謝罪した。

## その他
本作は第30回アカデミー賞の最終候補まで残ったものの、受賞・ノミネートを逃している。

## 未ソフト化
- 現在、DVD版・LD版・VHS版のいずれも収録されていない。
- カートゥーン ネットワークで2007年3月3日放送の『かくされたトムとジェリー』内で英語放送された。